# Municipio de Maine (Iowa)
El municipio de Maine (en inglés: Maine Township) es un municipio ubicado en el condado de Linn en el estado estadounidense de Iowa. En el año 2010 tenía una población de 1762 habitantes y una densidad poblacional de 18,94 personas por km².

## Geografía
El municipio de Maine se encuentra ubicado en las coordenadas 42°10′16″N 91°32′28″O / 42.17111, -91.54111. Según la Oficina del Censo de los Estados Unidos, el municipio tiene una superficie total de 93.01 km², de la cual 92,35 km² corresponden a tierra firme y (0,71 %) 0,66 km² es agua.

## Demografía
Según el censo de 2010, había 1762 personas residiendo en el municipio de Maine. La densidad de población era de 18,94 hab./km². De los 1762 habitantes, el municipio de Maine estaba compuesto por el 97,56 % blancos, el 0,51 % eran afroamericanos, el 0,34 % eran amerindios, el 0,4 % eran asiáticos, el 0,06 % eran de otras razas y el 1,14 % eran de una mezcla de razas. Del total de la población el 1,31 % eran hispanos o latinos de cualquier raza.